# Вежа Коммерцбанку
Вежа Коммерцбанку (нім. Commerzbank Tower) — 56-поверховий хмарочос висотою 259 м у банківському районі Франкфурта, Німеччина. 
Шпиль антени з сигнальним світлом на вершині забезпечує загальну висоту вежі 300,1 м. 
Це найвища будівля у Франкфурті та найвища будівля в Німеччині. 
Вежа була найвищою будівлею в Європі з моменту завершення будівництва в 1997 році до 2003 року, коли її перевершив Тріумф-Палас у Москві. 
Після виходу Великої Британії з Європейського Союзу вежа ненадовго повернула собі позицію найвищої будівлі в Європейському Союзі, щоби знову втратити цей титул у 2021 році, коли польська вежа Varso була введена в експлуатацію. Вежа Коммерцбанку лише на два метри вища за Мессетурм, яка також розташована у Франкфурті та була найвищою будівлею в Європі до введення в експлуатацію вежі Коммерцбанку.
Спроєктована Foster & Partners разом з Arup Group і Krebs & Kiefer (структурна інженерія), Дж. Роджер Престон з P&A Petterson Ahrens (машинобудування), Schad & Hölzel (електротехніка). 
Будівництво почалося в 1994 році і тривало три роки. 
Будівля має 121 000 м² офісних приміщень для штаб-квартири Commerzbank, включаючи зимові сади та природне освітлення та циркуляцію повітря. 
Вночі будівля підсвічується жовтим світлом, за ідеєю Томаса Енде, якому дозволили показати цю послідовність під час конкурсу.
Поблизу неї є інші хмарочоси, включаючи Eurotower (колишній будинок Європейського центрального банку), Main Tower, Silberturm, Japan Center і Gallileo. 
Район утворює центральний діловий район Франкфурта, широко відомий як Банкенфіртель.

## Особливості

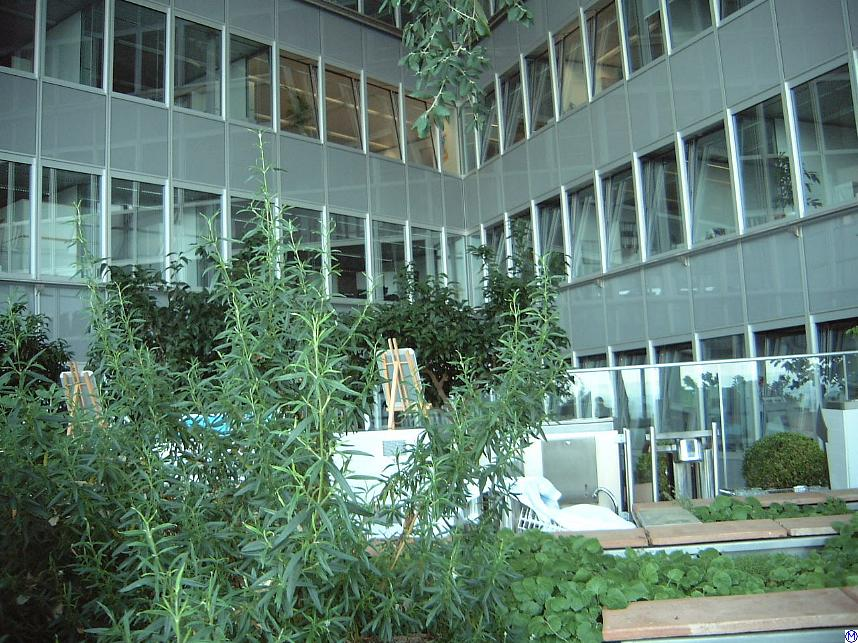
Сад на 19 поверсі Commerzbank Tower

Коли будівництво було заплановано на початку 1990-х років, Партія зелених Франкфурта, яка керувала містом разом із Соціал-демократичною партією, заохотила Commerzbank спроєктувати «зелений» хмарочос. 
Результатом став перший у світі так званий екологічний хмарочос: 

окрім використання «небесних садів», використовувалися екологічно чисті технології для зменшення енергії, необхідної для опалення та охолодження. 

### Небесні сади
Commerzbank Tower має форму заокругленого рівностороннього трикутника шириною 60 м із центральним трикутним атріумом. 
На дев’яти рівнях атріум відкривається в одну з трьох сторін, утворюючи великі небесні сади. 
Ці відкриті зони забезпечують більше природного світла в будівлі, зменшуючи потребу в штучному освітленні. 
 
Водночас це гарантує, що офіси з двох інших сторін будівлі мають вид на місто або сад.
Щоб усунути потребу в опорних колонах у небесних садах, будівлю було побудовано зі сталі, а не зі звичайного (і дешевшого) бетону. 
Це був перший хмарочос у Німеччині, основним будівельним матеріалом якого була використана сталь.

### Книги
- Alt, Torsten (2014). Nachwuchsförderung in der bildenden Kunst: Eine Studie unter Einbeziehung der Akteure und Profiteure (нім.) (вид. revised). Marburg: Tectum Wissenschaftsverlag. ISBN 978-3-8288-5767-4. OCLC 871614996.
- Sweet, Fay; Forbes, Andrew; Ahearn, Alison; Scott, Hamish (2006). 100 Marvels of the Modern World (вид. illustrated). Basingstoke: AA Publishing. ISBN 978-0-7495-4801-8. OCLC 225541344.
- Lewis, Michael (2011). Boomerang. U.S.A.: W.W. Norton & Company. ISBN 978-0-393-08181-7.